# Зингерувка
Зингерувка (пол. Zyngierówka) — село в Польщі, у гміні Рейовець Холмського повіту Люблінського воєводства. Населення — 124 особи (2011).

## Історія
За даними етнографічної експедиції 1869—1870 років під керівництвом Павла Чубинського, у селі здебільшого проживали римо-католики, проте населення переважно розмовляло українською мовою.
У 1975—1998 роках село належало до Холмського воєводства.

## Демографія
Демографічна структура станом на 31 березня 2011 року:
|          | Загалом | Допрацездатний вік | Працездатний вік | Постпрацездатний вік |
| -------- | ------- | ------------------ | ---------------- | -------------------- |
| Чоловіки | 58      | 13                 | 36               | 9                    |
| Жінки    | 66      | 11                 | 38               | 17                   |
| Разом    | 124     | 24                 | 74               | 26                   |